# Nancy Zaroulis
Nancy Zaroulis (Chelmsford, 1945) è una scrittrice statunitense, nota anche con lo pseudonimo di Cynthia Peale che ha utilizzato per scrivere romanzi polizieschi.
Oltre ad avere pubblicato a partire dalla fine degli anni settanta vari romanzi (sia col proprio nome sia polizieschi come Cynthia Peale), è autrice del saggio politico Who spoke up?: American protest against the war in Vietnam, 1963-1975 (1984; in collaborazione con Gerald Sullivan). Il libro ha avuto grandissima considerazione nelle pubblicazioni successive sulla protesta giovanile e sul dissenso verso la Guerra del Vietnam.
Il primo libro di Nancy Zaroulis ad avere una certa fortuna internazionale fu Il tempo delle foglie nuove, tradotto in italiano, tedesco, svedese, finlandese e spagnolo. Seguì Le stagioni del nostro vivere, con traduzione in italiano, tedesco, spagnolo e finlandese. Anche Un amore così ebbe qualche risonanza e apparve in italiano, tedesco e finlandese. Terra di leggenda e il poliziesco I segreti del colonnello Mann (firmato come C. Peale) sono stati tradotti in italiano.

## Opere

### Romanzi
- The Poe Papers, 1977
- Call the Darkness Light, 1979
  - Il tempo delle foglie nuove, traduzione di Marisa Caramella, Bompiani, 1980
- The Last Waltz, 1984
  - Le stagioni del nostro vivere, traduzione di Grazia Lanzillo, Bompiani, 1984
- Certain Kinds of Loving, 1986
  - Un amore così, Sonzogno, 1987
- Massachusetts, 1991
  - Terra di leggenda, traduzione di Paola Pavesi, Sonzogno, 1991

### Romanzi firmati Cynthia Peale
- The Death of Colonel Mann (2000)
  - I segreti del colonnello Mann, collana I Classici del Giallo Mondadori n. 947, 2003
- Murder at Bertram's Bower (2001)
- The White Crow (2002)

### Scritti politici
- (con Gerald Sullivan), Who spoke up?: American protest against the war in Vietnam, 1963-1975, Doubleday, 1984, ISBN 9780385175470.